# Poecilotettix
Poecilotettix es un género de saltamontes de la subfamilia Melanoplinae, familia Acrididae, y está asignado a la tribu Dactylotini. Este género se distribuye en México y el suroeste de Estados Unidos.

## Especies
Las siguientes especies pertenecen al género Poecilotettix:
- Poecilotettix pantherinus (Walker, 1870)
- Poecilotettix sanguineus Scudder, 1897